# مورگان، دزد دریایی
مورگان، دزد دریایی (به ایتالیایی: Morgan il pirata) یک فیلم ماجراجویی و داستان تاریخی محصول مشترک ایتالیا و فرانسه، به کارگردانی آندری دی‌تاث و پریمو زلیو، با بازی استیو ریوز در نقش هنری مورگان، دزد دریایی است.

## بازیگران
- استیو ریوز در نقش هنری مورگان
- والری لاگرانژ در نقش دونا اینز
- ایوو گارانی به عنوان فرماندار دون خوزه گوزمان
- چلو آلونسو در نقش کانسپسیون
- لیدیا آلفونسی در نقش دونا ماریا
- آرماند مسترال در نقش فرانسوا اولونه
- جولیو بوزتی در نقش سر توماس مودیفورد
- آنجلو زانولی در نقش دیوید
- جرج آردیسون در نقش والتر

## انتشار
مورگان، دزد دریایی در ۱۷ نوامبر ۱۹۶۰ در ایتالیا منتشر شد. در ۶ ژوئیه ۱۹۶۱ در ایالات متحده با مدت زمان ۹۳ دقیقه منتشر شد.